# RATO

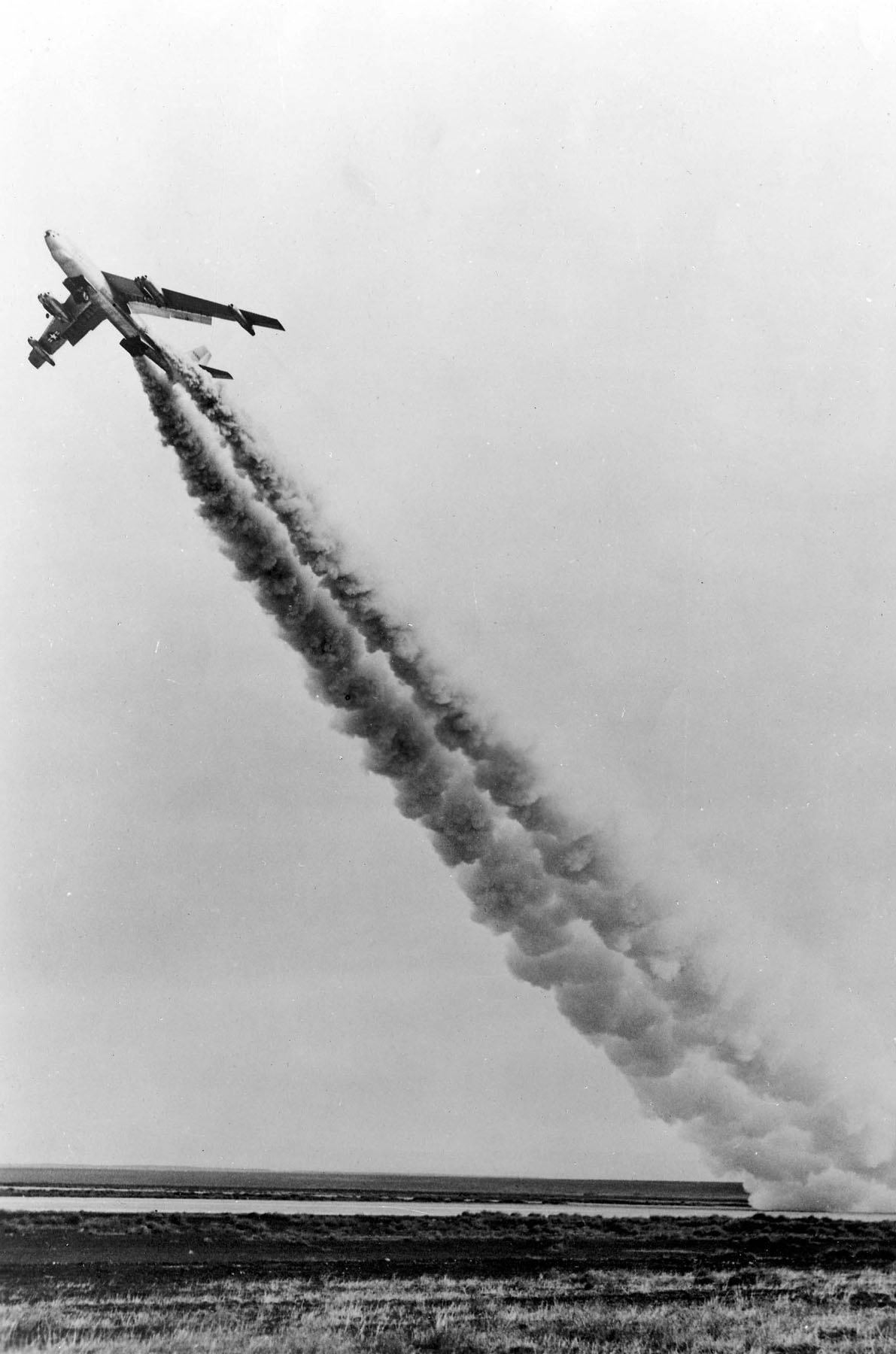
Boeing XB-47 nord-americà realitzant un enlairament assistit per coets.

JATO (acrònim en anglès de  Jet Assisted Take-Off , «enlairament assistit per reactors»), que també pot constar com a RATO (Rocket Assisted Take-Off, «enlairament assistit per coets») és un sistema per a proporcionar una empenta addicional a avions massa pesats, per així aconseguir que s'enlairin.

## Primers experiments
Els primers experiments amb coets per proporcionar una empenta addicional a planadors, es van donar a Alemanya en la dècada del 1920, però els primers sistemes JATO realment eficients van ser introduïts per la RAF anglesa en els primers anys de la Segona Guerra Mundial. Aquests van afegir coets de combustible sòlid per donar un impuls addicional als seus avions (el model més típic era el Hawker Hurricane), ja que durant la guerra es van veure obligats a emprar vaixells mercants com improvisats portaavions, als quals se'ls afegia una rampa i un mecanisme que catapultava als avions. Un cop es produïa l'enlairament, els coets es desprenien de l'avió i queien a l'aigua.
La Luftwaffe alemanya també va experimentar afegint coets a bombarders que a plena càrrega necessitaven molta pista per enlairar. Això es va començar a fer quan la guerra ja estava avançada i els bombardejos aliats inutilitzaven les pistes alemanyes, de manera que necessitaven enlairar en menys espai. Els coets que empraven usaven peròxid d'hidrogen com a combustible, i al frontal portaven un paracaigudes que entrava en funcionament un cop el coet feia el seu ús, permetent així la seva reutilització. També van experimentar amb avions interceptors com el Messerschmitt Me 163, perquè pogués arribar a les formacions de bombarders enemigues en el menor temps possible.

## Després de la Segona Guerra Mundial

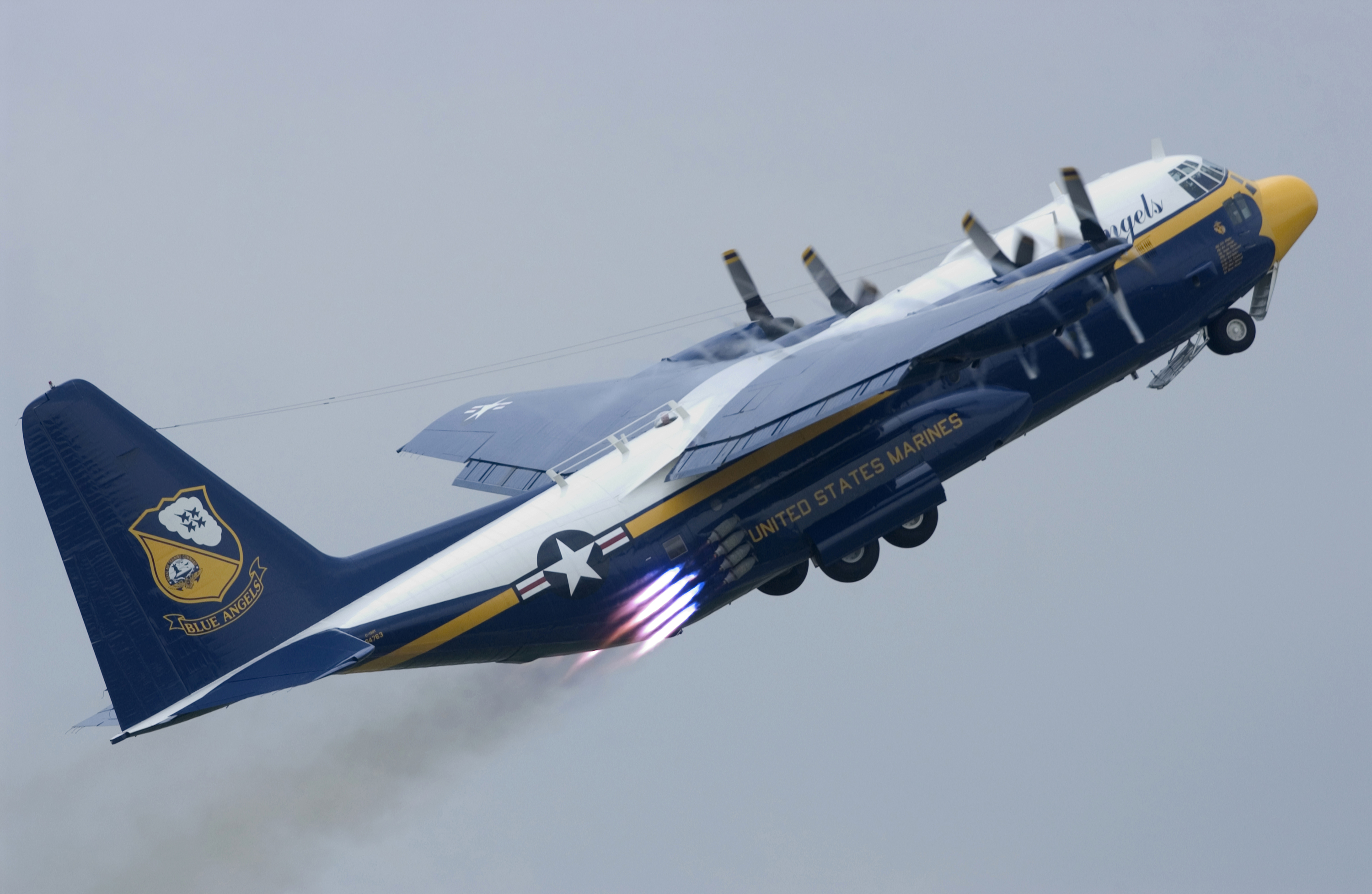
El C-130 Fat Albert del Cos de Marines dels Estats Units que empra l'equip acrobàtic Blue Angels, realitzant un enlairament assistit per coets.

Després de la Segona Guerra Mundial, l'enlairament amb ajuda de coets o reactors es va fer més comú a l'hora d'assistir a avions molt pesats o amb motors poc potents. Però a poc a poc els motors milloraven i la seva potència creixia, i l'empenta addicional de coets i reactors cada vegada era menys necessari. No obstant això, encara s'empra quan un avió ha de sortir molt carregat des d'una pista d'enlairament curta.
Com a curiositat cal destacar la versió que els Marines tenen per donar suport a la patrulla acrobàtica "Blue Angels" de la US Navy anomenat Fat Albert ("Gros Albert"), s'anomena C-130T, i participa en les exhibicions amb un espectacular enlairament assistit per coets.